# Mirko Bortolotti
Mirko Bortolotti (Trento, 10 gennaio 1990) è un pilota automobilistico italiano, pilota ufficiale della Lamborghini GT, con cui ha vinto nella classe GTD due 24 ore di Daytona, nel 2017 e 2019, una 12 Ore di Sebring nel 2019 e il campionato Blancpain GT Series nel 2017. Nel 2024 ha vinto il DTM, il primo del marchio Lamborghini.

## Carriera

### Primi anni in monoposto
Dopo molti anni in kart approda nelle formule nel 2005 competendo nel Formula Renault Winter. Poi passa alla Formula Junior alternandosi con la Formula Azzurra. Nel 2007 arriva nella F3 italiana con il team Corbetta Competizioni, giungendo quarto a fine campionato e correndo nella Formula Renault con la Tomcat Racing. 
Nel 2008 invece passa al team Lucidi Motors, con cui vince il campionato con nove vittorie e sei pole position.
Nel 2010 partecipa alla GP3 Series con il Barwa Addax ottenendo risultati deludenti.

### Formula 2
Nel 2009 passa al neonato Campionato FIA di Formula 2 con il team MotorSport Vision. Durante la stagione conquista la sua prima vittoria sul Circuito di Brno e conquista altri quattro podi. Termina la stagione al quarto posto.
Dopo un anno di assenza ritorna nella Formula 2 sempre con il team MotorSport Vision. Nella prima gara stagionale a Silverstone il pilota italiano conquista la pole e poi la vittoria. Riesce a conquistare altre tre vittorie consecutive, una al Spa-Francorchamps e altre due al Nürburgring e con la vittoria in gara due a Monza si laurea campione della categoria con tre gare d'anticipo. Nel resto della stagione conquista altre due vittorie sul Circuito di Catalogna, arrivando a vincere sette gare in stagione.

### Test in Formula 1
Nel 2008 ha preso parte ad alcune sessioni di test con la Ferrari F2008 sulla pista di Fiorano. Nell'occasione ha fermato i cronometri in 59"111, stabilendo il record ufficiale del circuito relativo alla vettura di quell'anno. L'anno successivo, tra diversi altri piloti, Bortolotti è stato legato a una guida con la Ferrari come sostituto dell'infortunato Felipe Massa, dopo le scarse prestazioni di Luca Badoer.
Nel 2009 entra nel Junior Team della Red Bull Racing, a Jerez ha la possibilità di provare la Toro Rosso. Dopo un anno però il consulente del team, Helmut Marko decide di escluderlo dalla formazione dei piloti Junior.
Dopo la vittoria in Formula 2, nel novembre del 2011, Bortolotti ha la possibilità di provare la FW33 del team Williams durante i test riservati ai giovani piloti sul Circuito di Yas Marina.

### Il passaggio al GT
Nel 2012 prende parte a quattro gare del campionato ADAC GT Masters, su una vettura del team Schubert Motorsport, ottenendo un podio.
Nel 2013 partecipa al campionato Renault World Series Eurocup Megane Trophy, con una vettura dell'Oregon Team, vincendo il campionato piloti.
Nel 2014 prende parte al campionato Formula Acceleration 1 e al Lamborghini Blancpain, anno successivo diventa factory driver Lamborghini, con un contratto che lo lega alla casa di Sant'Agata Bolognese fino al 2019, nel 2017 si laurea Campione del Blancpain GT Series e Blancpain GT Series Endurance Cup (in quest'ultimo insieme a Christian Engelhart ed Andrea Caldarelli).

### DTM
Nel 2021 viene scelto dal team T3 Motorsport per correre dal sesto round del campionato DTM 2021 come pilota ospite, Bortolotti guida una Lamborghini Huracán GT3 Evo con motore V10. Nella prima gara ad Assen conquista il secondo posto davanti a Liam Lawson, mentre nella seconda gara chiude settimo.
Dopo la sua apparizione nel 2021, Bortolotti si unisce al team Grasser Racing Team per correre l'intera stagione 2022 del DTM. L'italiano si dimostra subito competitivo conquistando la pole position nella prima qualifica stagionale a Portimão, regalando la prima storica pole alla Lamborghini nel DTM. Bortolotti chiude terzo in entrambe le due gare sul circuito portoghese. Nel resto della stagione ottiene altri tre podi ed chiude quarto in classifica finale, primo tra i piloti Lamborghini.
Per la stagione 2023, Bortolotti rimane pilota Lamborghini guidando per il team SSR Performance. Nella prima corsa al Nürburgring ottiene la Pole position e la sua prima vittoria nella serie battendo Lucas Auer, ma un problema tecnico gli preclude la possibilità di partecipare alla seconda gara. Nella gara successiva al Lausitzring conquista una seconda e una prima posizione, arrivando così in cima alla classifica piloti a metà stagione.  La sua terza vittoria  e l'ultima stagionale arriva al Sachsenring. A fine stagione il pilota italiano chiude secondo in classifica dietro il pilota della Porsche, Thomas Preining.
L'anno seguente, oltre agli impegni nel WEC, ritorna nel Deutsche Tourenwagen Masters sempre con il team SSR Performance e Nicki Thiim come compagno di squadra. Nella prima parte della stagione ottiene quattro podi senza riuscire a vincere, trovandosi cosi secondo in classifica dietro Kelvin van der Linde a sei gara alla fine. Ottiene la sua prima vittoria stagionale al Red Bull Ring e con il secondo posto nella gara due di Hockenheimring si laurea campione, la prima del marchio Lamborghini.
Per la stagione 2025, passa al Team Abt, la nuova scuderia del marchio italiano.

### Endurance
Nel 2016 partecipa alla sua prima 24 ore di Daytona nella classe GT Daytona (GTD), dove corre con la Lamborghini Huracán GT3 del team Paul Miller Racing. Ma l'equipaggio non raggiunge ottimi risultati. L'anno successivo si ripresenta alla gara americana ma passa al team austriaco GRT Grasser Racing Team, guidando sempre la Lamborghini Huracán, ma il risultato non cambia. Lo stesso anno partecipa per la prima volta alla 12 Ore di Sebring dove chiude nono nella categoria GTD.

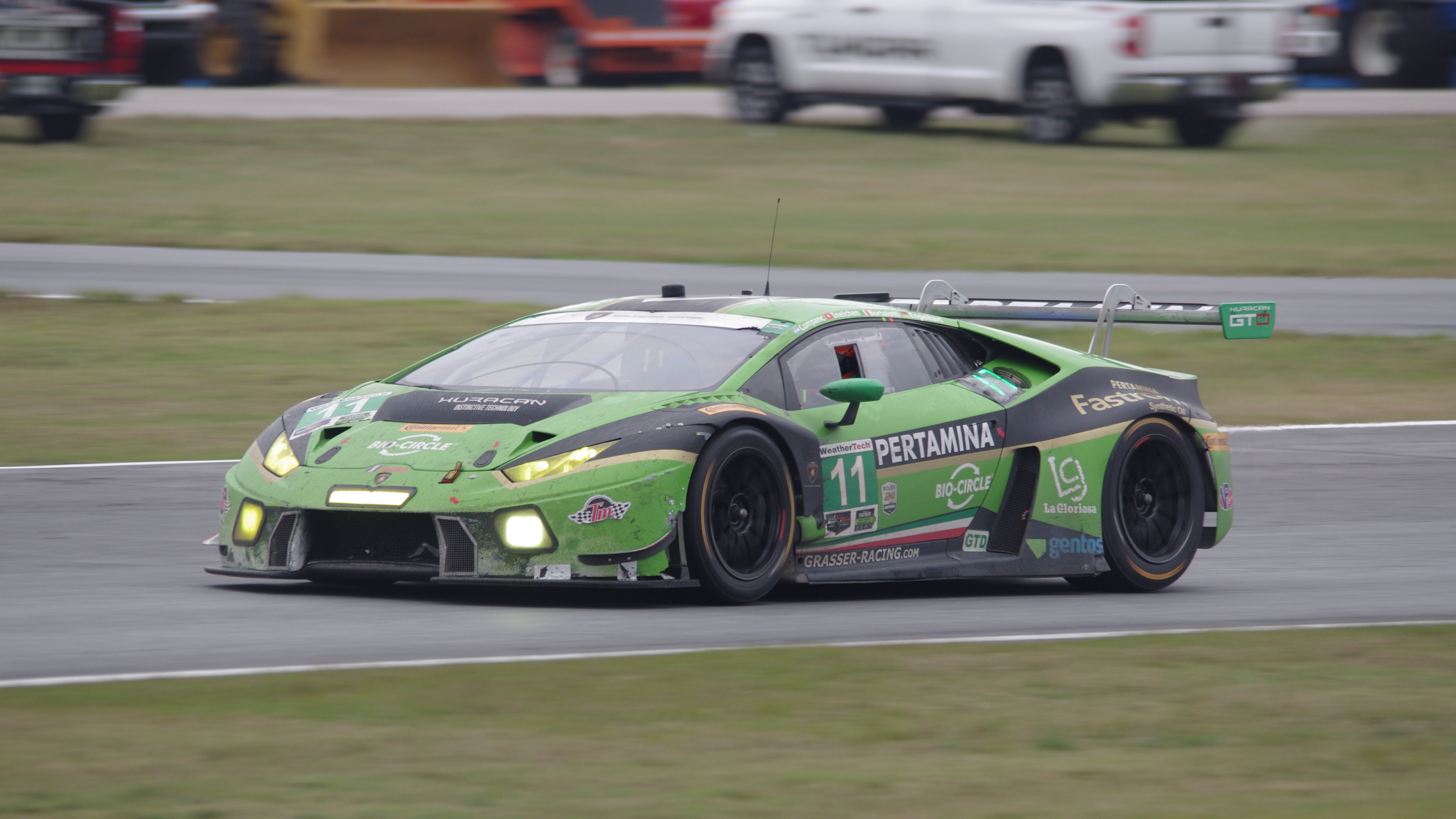
Bortolotti nella 24 ore di Daytona del 2021

Nel 2018 ancora con il team Grasser Racing corre la 24 ore di Daytona, l'equipaggio scelto dal team oltre italiano è composto da Rolf Ineichen, Franck Perera e Rik Breukers ed risulta vincente nella propria categoria. L'anno successivo ci sono dei cambiamenti, Perera viene sostituito da Christian Engelhart ed il team utilizza la nuova Lamborghini Huracán GT3 EVO. Il risultato non cambia e l'equipaggio si laurea campione, è la seconda 24 ore di Daytona per Bortolotti e la Lamborghini diventa l'unico costruttore a vincere per due volte la leggendaria gara di endurance in categoria GTD. Inoltre insieme a Ineichen e Breukers conquista anche la sua prima vittoria nella 12 Ore di Sebring.

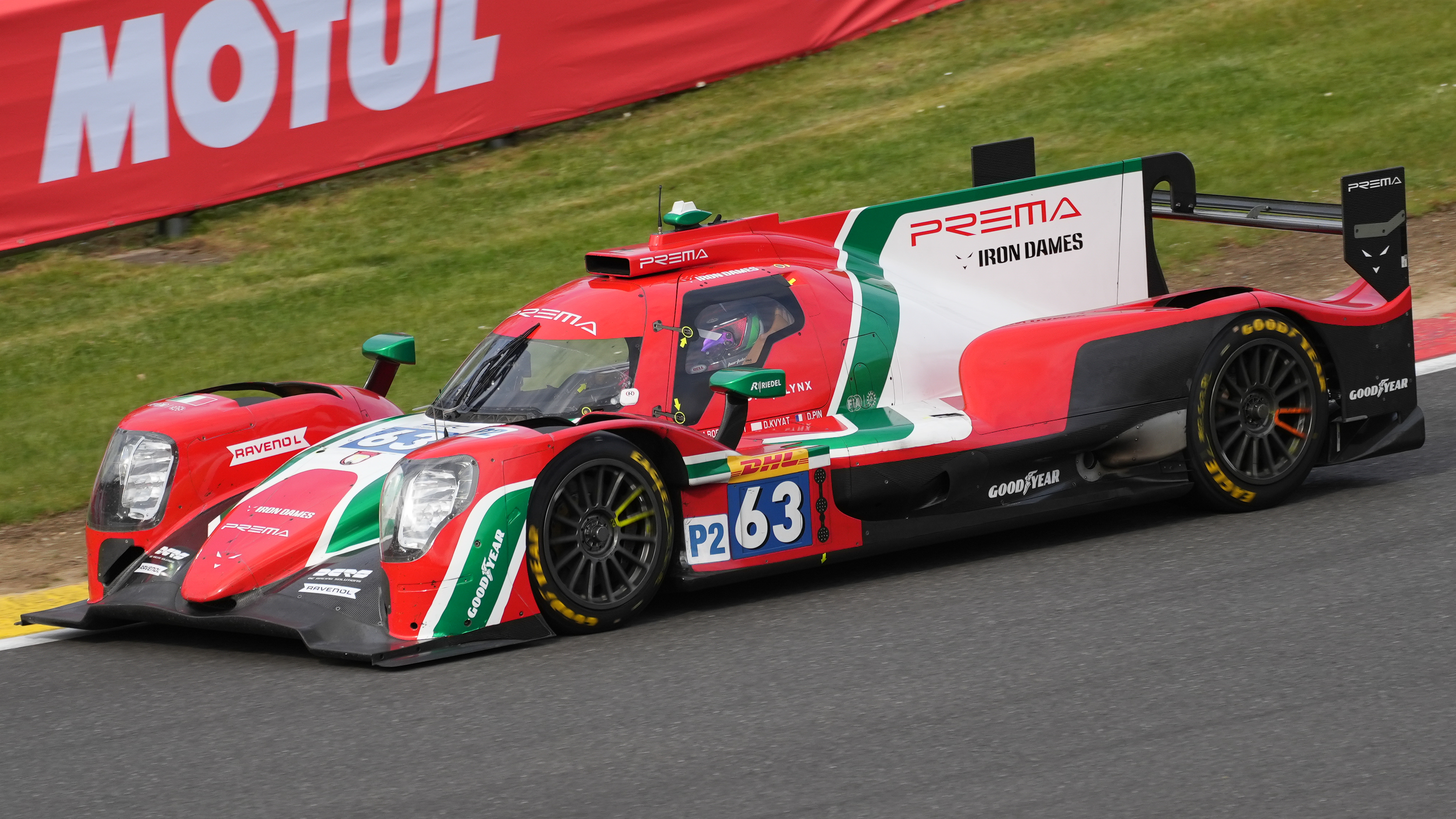
Mirko Bortolotti durante la 6 ore di Spa 2023

Nel 2020 Bortolotti lascia Lamborghini e diventa pilota Audi GT, per questo partecipa la 24 ore con la Audi R8 LMS Evo del team canadese WRT Speedstar Audi Sport e chiude terzo nella classe GTD. L'anno successivo torna con la Lamborghini e partecipa a Daytona con il team austriaco ma per un problema elettrico non riesce a completare la corsa.
Nel 2022 partecipa alla 24 ore di Daytona nella categoria GTD Pro insieme al team TR3 Racing. Il team conquista la vittoria nella gara di qualifica, partendo così in pole per la 24 ore, ma dopo 400 giri l'equipaggio è costretto al ritiro. Lo stesso anno parteciperà con il Team WRT alla 24 Ore di Le Mans nella classe LMP2, l'italiano dividerà l'Oreca 07 con Rolf Ineichen e Dries Vanthoor.

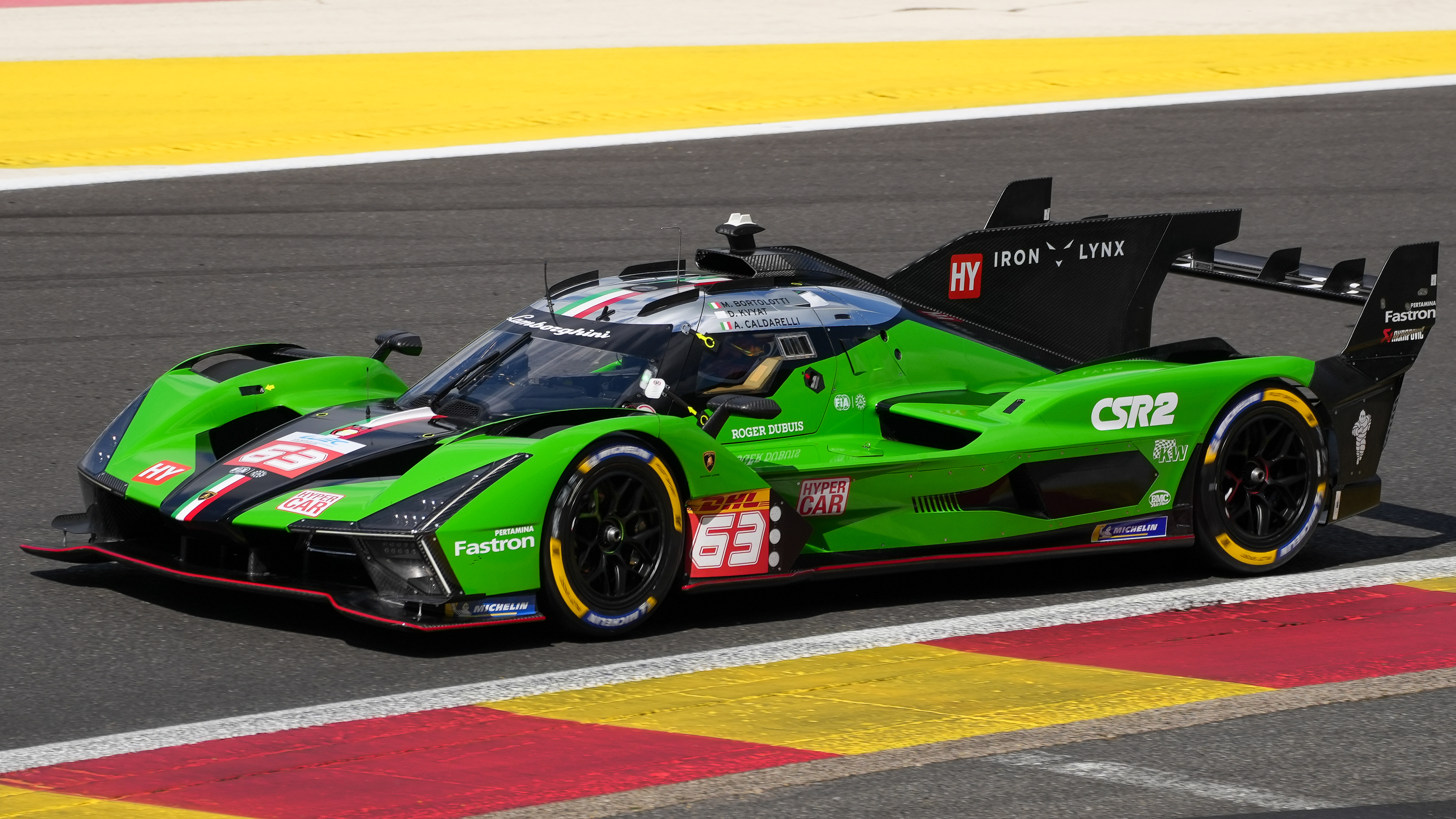
La Lamborghini SC63 di Bortolotti durante la 6 ore di Spa 2024

Il 21 luglio del 2022 il marchio Lamborghini annuncia Bortolotti e Andrea Caldarelli come loro piloti ufficiali per il progetto LMDh. Nell’attesa correrà la 24 Ore di Daytona 2023 e le altre tre corse della Endurance Cup con una Lamborghini Huracan GT3 EVO2, in equipaggio con Romain Grosjean e Caldarelli. Inoltre, partecipa al Campionato del mondo endurance con il team Prema Racing, dividerà l'Oreca 07 nella classe LMP2 con Doriane Pin e l'ex pilota di Formula 1, Daniil Kvyat. In agosto scende in pista con Caldarelli e Kvyat per i primi test con la Lamborghini SC63 sul Circuito di Imola.

## Risultati

### Riassunto Carriera
| Stagione | Serie                                    | Team                       | Gare | Vittorie | Pole | Gpv | Podio | Punti | Pos. |
| -------- | ---------------------------------------- | -------------------------- | ---- | -------- | ---- | --- | ----- | ----- | ---- |
| 2005     | Italian Formula Renault 2.0              | Auinger                    | 4    | 0        | 0    | ?   | 0     | 8     | 13°  |
| 2005     | Formula Gloria Italy                     |                            | 2    | 0        | 0    | 0   | ?     | 12    | 21°  |
| 2005     | Italian Formula Junior 1600              | AP Motorsport              | ?    | ?        | ?    | ?   | ?     | 20    | 14°  |
| 2006     | Formula Azzurra                          | Team Italia CSAI           | 14   | 1        | 5    | 0   | 5     | 60    | 2°   |
| 2006     | Italian Formula Renault 2.0              | RP Motorsport              | 4    | 0        | 0    | 0   | 1     | 88    | 4°   |
| 2006     | Italian Formula Junior 1600              | RP Motorsport              | ?    | 0        | ?    | ?   | 0     | 40    | 13°  |
| 2007     | Campionato italiano di Formula 3         | Corbetta Competizioni      | 16   | 1        | 2    | 1   | 7     | 80    | 4°   |
| 2007     | Italian Formula Renault 2.0              | Tomcat Racing              | 4    | 0        | 0    | 0   | 0     | 34    | 12°  |
| 2008     | Campionato italiano di Formula 3         | Lucidi Motors              | 16   | 9        | 6    | 5   | 15    | 150   | 1°   |
| 2009     | Campionato FIA di Formula 2              | MotorSport Vision          | 16   | 1        | 0    | 1   | 5     | 50    | 4°   |
| 2009     | F3 Euro Series                           | Carlin Motorsport          | 2    | 0        | 0    | 0   | 1     | 0     | NC†  |
| 2010     | GP3 Series                               | Addax Team                 | 16   | 0        | 0    | 0   | 1     | 16    | 11°  |
| 2011     | Campionato FIA di Formula 2              | MotorSport Vision          | 16   | 7        | 7    | 7   | 14    | 316   | 1°   |
| 2012     | ADAC GT Masters                          | Schubert Motorsport        | 4    | 0        | 0    | 0   | 1     | 15    | 29°  |
| 2013     | Eurocup Mégane Trophy                    | Oregon Team                | 14   | 8        | 13   | 7   | 11    | 275   | 1°   |
| 2014     | Lamborghini Super Trofeo Europe - Pro-Am | Bonaldi Motorsport         | 9    | 3        | 4    | 6   | 6     | 87    | 4°   |
| 2014     | Campionato Italiano GT                   | Imperiale Racing Srl       | 8    | 2        | 3    | 0   | 3     | 53    | 14°  |
| 2014     | Formula Acceleration 1                   | Acceleration Team Italy    | 8    | 3        | 3    | 2   | 7     | 135   | 2°   |
| 2015     | Campionato Italiano GT                   | Imperiale Racing           | 14   | 3        | 2    | 3   | 6     | 113   | 4°   |
| 2015     | Blancpain Endurance Series               | GRT Grasser Racing Team    | 5    | 0        | 2    | 0   | 0     | 29    | 12°  |
| 2015     | Blancpain Sprint Series                  | GRT Grasser Racing Team    | 2    | 0        | 0    | 0   | 2     | 21    | 17°  |
| 2015     | ADAC GT Masters                          | GRT Grasser Racing Team    | 2    | 1        | 0    | 1   | 1     | 0     | NC†  |
| 2016     | Campionato Italiano GT                   | Imperiale Racing           | 14   | 4        | 5    | 1   | 8     | 108   | 6°   |
| 2016     | Blancpain GT Series Sprint Cup           | GRT Grasser Racing Team    | 10   | 0        | 0    | 0   | 1     | 16    | 17°  |
| 2016     | Blancpain GT Series Endurance Cup        | GRT Grasser Racing Team    | 5    | 1        | 1    | 0   | 2     | 49    | 7°   |
| 2016     | ADAC GT Masters                          | GRT Grasser Racing Team    | 4    | 0        | 0    | 0   | 0     | 16    | 34°  |
| 2016     | IMSA- GTD                                | Paul Miller Racing         | 1    | 0        | 0    | 0   | 0     | 16    | 58°  |
| 2016     | Coppa del Mondo GT                       | FFF Racing                 | 1    | 0        | 0    | 0   | 0     | N/A   | 9°   |
| 2017     | Blancpain GT Series Sprint Cup           | GRT Grasser Racing Team    | 10   | 2        | 1    | 2   | 4     | 67    | 4°   |
| 2017     | Blancpain GT Series Endurance Cup        | GRT Grasser Racing Team    | 5    | 2        | 0    | 1   | 3     | 86    | 1°   |
| 2017     | ADAC GT Masters                          | GRT Grasser Racing Team    | 12   | 1        | 2    | 1   | 2     | 55    | 18°  |
| 2017     | IMSA- GTD                                | GRT Grasser Racing Team    | 2    | 0        | 0    | 0   | 0     | 38    | 50°  |
| 2017     | Intercontinental GT Challenge            | Lamborghini                | 1    | 0        | 0    | 0   | 0     | 0     | NC   |
| 2017     | Coppa del Mondo GT                       | FFF Racing Team by ACM     | 0    | 0        | 0    | 0   | 0     | N/A   | DNS  |
| 2018     | ADAC GT Masters                          | Orange1 by GRT Grasser     | 14   | 1        | 0    | 1   | 3     | 64    | 7°   |
| 2018     | Blancpain GT Series Sprint Cup           | GRT Grasser Racing Team    | 9    | 2        | 2    | 0   | 3     | 57.5  | 5°   |
| 2018     | Blancpain GT Series Endurance Cup        | GRT Grasser Racing Team    | 5    | 0        | 0    | 0   | 0     | 13    | 31°  |
| 2018     | IMSA- GTD                                | GRT Grasser Racing Team    | 1    | 1        | 0    | 0   | 1     | 35    | 45°  |
| 2019     | ADAC GT Masters                          | Orange1 by GRT Grasser     | 14   | 3        | 3    | 1   | 4     | 146   | 2°   |
| 2019     | Blancpain GT World Challenge Europe      | GRT Grasser Racing Team    | 10   | 0        | 1    | 0   | 6     | 75    | 4°   |
| 2019     | Blancpain GT Series Endurance Cup        | GRT Grasser Racing Team    | 4    | 0        | 2    | 1   | 0     | 21    | 13°  |
| 2019     | IMSA- GTD                                | GRT Grasser Racing Team    | 2    | 2        | 0    | 1   | 2     | 70    | 35°  |
| 2020     | ADAC GT Masters                          | Team WRT                   | 8    | 0        | 0    | 1   | 2     | 58    | 16°  |
| 2020     | GT World Challenge Europe Endurance Cup  | Belgian Audi Club Team WRT | 3    | 1        | 0    | 0   | 1     | 52    | 4°   |
| 2020     | IMSA- GTD                                | WRT Speedstar Audi Sport   | 1    | 0        | 0    | 1   | 1     | 30    | 41°  |
| 2020     | Intercontinental GT Challenge            | Audi                       | 3    | 0        | 0    | 0   | 1     | 30    | 6°   |
| 2021     | ADAC GT Masters                          | GRT Grasser Racing Team    | 14   | 1        | 2    | 1   | 4     | 145   | 5°   |
| 2021     | IMSA- GTD                                | GRT Grasser Racing Team    | 2    | 0        | 0    | 0   | 1     | 160   | 74°  |
| 2021     | GT World Challenge Europe Endurance Cup  | Orange 1 FFF Racing Team   | 5    | 1        | 2    | 1   | 2     | 73    | 4°   |
| 2021     | DTM                                      | T3 Motorsport              | 2    | 0        | 0    | 1   | 1     | 0     | NC†  |
| 2022     | IMSA- GTD                                | TR3 Racing                 | 2    | 1        | 0    | 0   | 1     | 225   | 11°  |
| 2022     | DTM                                      | Grasser Racing Team        | 16   | 0        | 1    | 3   | 5     | 121   | 4°   |
| 2023     | DTM                                      | SSR Performance            | 15   | 3        | 3    | 0   | 5     | 213   | 2°   |
| 2023     | WEC - LMP2                               | Prema Racing               | 5    | 0        | 1    | 0   | 1     | 56    | 11°  |
| 2023     | GT World Challenge Europe Endurance Cup  | Iron Lynx                  | 5    | 0        | 0    | 0   | 1     | 15    | 14°  |
| 2023     | IMSA- GTD                                | Iron Lynx                  | 2    | 0        | 0    | 0   | 0     | 579   | 16°  |
| 2024     | DTM                                      | SSR Performance            | 16   | 1        | 3    | 0   | 7     | 238   | 1°   |
| 2024     | WEC - Hypercar                           | Lamborghini Iron Lynx      | 8    | 0        | 0    | 0   | 0     | 2     | 31°  |
| 2024     | IMSA- GTD Pro                            | Iron Lynx                  | 3    | 1        | 0    | 0   | 2     | 970   | 18°  |
| 2024     | GT World Challenge Europe Endurance Cup  | Iron Lynx                  | 4    | 0        | 1    | 0   | 1     | 21    | 14°  |

* Stagione in corso.

### Risultati vetture Formula

#### Formula 3
Campionato Italiano
| Anno    | Scuderia      | Vettura      | MUG | MUG | MAG | MAG | MNZ | MNZ | MUG | MUG | VAR | VAR | MIS | MIS | ADR | ADR | VAL | VAL | Punti | Posizione |
| ------- | ------------- | ------------ | --- | --- | --- | --- | --- | --- | --- | --- | --- | --- | --- | --- | --- | --- | --- | --- | ----- | --------- |
| 2008    | Lucidi Motors | Dallara F308 | 2   | 6   | 2   | 2   | 1   | 1   | 1   | 1   | 1   | 1   | 1   | 3   | 2   | 2   | 1   | 1   | 150   | 1º        |
| Legenda |               |              |     |     |     |     |     |     |     |     |     |     |     |     |     |     |     |     |       |           |

Euro Series
| Anno    | Scuderia          | Vettura      | HOC | HOC | LAU | LAU | NOR | NOR | ZAN | ZAN | OSC | OSC | NUR | NUR | BRH | BRH | CAT | CAT | DIG | DIG | HOC | HOC | Punti | Posizione |
| ------- | ----------------- | ------------ | --- | --- | --- | --- | --- | --- | --- | --- | --- | --- | --- | --- | --- | --- | --- | --- | --- | --- | --- | --- | ----- | --------- |
| 2009    | Carlin Motorsport | Dallara F308 |     |     |     |     |     |     |     |     |     |     |     |     |     |     |     |     |     |     | 17  | 3   | 0†    |           |
| Legenda |                   |              |     |     |     |     |     |     |     |     |     |     |     |     |     |     |     |     |     |     |     |     |       |           |

#### Formula 2
| Anno    | Scuderia | Vettura        | VAL | VAL | BRN | BRN | SPA | SPA | BRH | BRH | DON | DON | OSC | OSC | IMO | IMO | CAT | CAT | Punti     | Posizione |
| ------- | -------- | -------------- | --- | --- | --- | --- | --- | --- | --- | --- | --- | --- | --- | --- | --- | --- | --- | --- | --------- | --------- |
| 2009    |          | Williams JPH1  | 6   | 2   | 1   | Rit | 9   | 9   | Rit | 5   | 10  | 3   | 2   | Rit | 2   | Rit | 6   | Rit | 50        | 4º        |
| Anno    | Scuderia | Vettura        | SIL | SIL | MAG | MAG | SPA | SPA | NÜR | NÜR | BRH | BRH | RBR | RBR | MNZ | MNZ | CAT | CAT | Punti     | Posizione |
| 2011    |          | Williams JPH1B | 1   | 2   | 6   | 3   | 2   | 1   | 1   | 1   | 5   | 2   | 2   | 2   | 2   | 1   | 1   | 1   | 298 (316) | 1º        |
| Legenda |          |                |     |     |     |     |     |     |     |     |     |     |     |     |     |     |     |     |           |           |

#### GP3 Series
| Anno    | Scuderia   | Vettura        | CAT | CAT | IST | IST | VAL | VAL | SIL | SIL | HOC | HOC | HUN | HUN | SPA | SPA | MON | MON | Punti | Posizione |
| ------- | ---------- | -------------- | --- | --- | --- | --- | --- | --- | --- | --- | --- | --- | --- | --- | --- | --- | --- | --- | ----- | --------- |
| 2010    | Addax Team | Dallara GP3/10 | 16  | Rit | 25  | 12  | 18  | 10  | 8   | 13  | 6   | 4   | 11  | 8   | Rit | 14  | 5   | 2   | 16    | 11º       |
| Legenda |            |                |     |     |     |     |     |     |     |     |     |     |     |     |     |     |     |     |       |           |

### Risultati vetture Turismo/GT

#### ADAC GT Masters
| Anno    | Scuderia            | Vettura                 | OSC | OSC | ZAN | ZAN | SAC | SAC | NÜR | NÜR | RBR | RBR | LAU | LAU | NÜR | NÜR | HOC | HOC | Punti | Posizione |
| ------- | ------------------- | ----------------------- | --- | --- | --- | --- | --- | --- | --- | --- | --- | --- | --- | --- | --- | --- | --- | --- | ----- | --------- |
| 2012    | Schubert Motorsport | BMW Z4 GT3              |     |     |     |     | 25  | 3   | 14  | 16  |     |     |     |     |     |     |     |     | 15    | 29º       |
| Anno    | Scuderia            | Vettura                 | OSC | OSC | RBR | RBR | SPA | SPA | LAU | LAU | NÜR | NÜR | SAC | SAC | ZAN | ZAN | HOC | HOC | Punti | Posizione |
| 2015    | Grasser Racing Team | Lamborghini Huracán GT3 |     |     | 6   | 1   |     |     |     |     |     |     |     |     |     |     |     |     | 0†    |           |
| Anno    | Scuderia            | Vettura                 | OSC | OSC | SAC | SAC | LAU | LAU | RBR | RBR | NÜR | NÜR | ZAN | ZAN | HOC | HOC |     |     | Punti | Posizione |
| 2016    | Grasser Racing Team | Lamborghini Huracán GT3 |     |     |     |     | 5   | 7   |     |     |     |     | 11  | 14  |     |     |     |     | 16    | 34º       |
| Anno    | Scuderia            | Vettura                 | OSC | OSC | LAU | LAU | RBR | RBR | ZAN | ZAN | NÜR | NÜR | SAC | SAC | HOC | HOC |     |     | Punti | Posizione |
| 2017    | Grasser Racing Team | Lamborghini Huracán GT3 | 13  | 21  | 3   | 1   | 21  | 8   | 22  | Rit | 10  | 9   |     |     | Rit | 6   |     |     | 55    | 18º       |
| Legenda |                     |                         |     |     |     |     |     |     |     |     |     |     |     |     |     |     |     |     |       |           |

#### Eurocup Mégane Trophy
| Anno    | Scuderia    | Vettura                  | ALC | ALC | SPA | SPA | MSC | MSC | RBR | RBR | HUN | HUN | LEC | LEC | CAT | CAT | CAT | Punti | Posizione |
| ------- | ----------- | ------------------------ | --- | --- | --- | --- | --- | --- | --- | --- | --- | --- | --- | --- | --- | --- | --- | ----- | --------- |
| 2013    | Oregon Team | Renault Mégane V6 Trophy | 1   | 1   | 4   | 1   | 1   | 2   | 1   | 1   | 1   | 4   | 2   | C   | 1   | SQ  | 3   | 275   | 1º        |
| Legenda |             |                          |     |     |     |     |     |     |     |     |     |     |     |     |     |     |     |       |           |

#### Lamborghini Super Trofeo
Europe Pro-Am
| Anno    | Scuderia           | Vettura                  | MNZ | MNZ | SIL | SIL | LEC | LEC | SPA | SPA | NUB | NUB | SEP | SEP | Punti | Posizione |
| ------- | ------------------ | ------------------------ | --- | --- | --- | --- | --- | --- | --- | --- | --- | --- | --- | --- | ----- | --------- |
| 2014    | Bonaldi Motorsport | Lamborghini Gallardo GT3 | 1   | 1   |     |     | 2   | 3   | Rit | 4   | 2   | 1   | Rit | NP  | 87    | 4º        |
| Legenda |                    |                          |     |     |     |     |     |     |     |     |     |     |     |     |       |           |

#### Campionato Italiano Gran Turismo
GT3
| Anno    | Scuderia         | Vettura                  | MIS | MIS | MNZ | MNZ | MUG | MUG | LEC | LEC | VAL | VAL | IMO | IMO | MNZ | MNZ | Punti | Posizione |
| ------- | ---------------- | ------------------------ | --- | --- | --- | --- | --- | --- | --- | --- | --- | --- | --- | --- | --- | --- | ----- | --------- |
| 2014    | Imperiale Racing | Lamborghini Gallardo GT3 |     |     |     |     |     |     | 1   | 3   | 1   | 10  | Rit | Rit | 10  | Rit | 54    | 17º       |
| Anno    | Scuderia         | Vettura                  | VAL | VAL | MNZ | MNZ | IMO | IMO | MUG | MUG | VAL | VAL | MIS | MIS | MUG | MUG | Punti | Posizione |
| 2015    | Imperiale Racing | Lamborghini Gallardo GT3 | 3   | 7   | 1   | 1   | 17  | 10  | Rit | 7   | 1   | 3   | Rit | 4   | 3   | Rit | 113   | 4º        |
| Legenda |                  |                          |     |     |     |     |     |     |     |     |     |     |     |     |     |     |       |           |

Super GT3
| Anno    | Scuderia         | Vettura                 | MNZ | MNZ | IMO | IMO | MIS | MIS | MUG | MUG | VAL | VAL | IMO | IMO | MUG | MUG | Punti | Posizione |
| ------- | ---------------- | ----------------------- | --- | --- | --- | --- | --- | --- | --- | --- | --- | --- | --- | --- | --- | --- | ----- | --------- |
| 2016    | Imperiale Racing | Lamborghini Huracan GT3 | 2   | 3   | 1   | 9   | SQ  | SQ  | 12  | 1   | 6   | 3   | 3   | 1   | 10  | NP  | 108   | 7º        |
| Legenda |                  |                         |     |     |     |     |     |     |     |     |     |     |     |     |     |     |       |           |

#### Blancpain GT Series
Sprint Cup
| Anno    | Scuderia            | Vettura                 | NOG | NOG | BRH | BRH | ZOL | ZOL | MSC | MSC | POR | POR | MIS | MIS | ZAN | ZAN | Punti | Posizione |
| ------- | ------------------- | ----------------------- | --- | --- | --- | --- | --- | --- | --- | --- | --- | --- | --- | --- | --- | --- | ----- | --------- |
| 2015    | Grasser Racing Team | Lamborghini Huracán GT3 |     |     |     |     |     |     |     |     |     |     | 2   | 3   |     |     | 21    | 17º       |
| Anno    | Scuderia            | Vettura                 | MIS | MIS | BRH | BRH | NÜR | NÜR | HUN | HUN | CAT | CAT |     |     |     |     | Punti | Posizione |
| 2016    | Grasser Racing Team | Lamborghini Huracán GT3 | Rit | 12  | 7   | 24  | Rit | Rit | 8   | 14  | 2   | 5   |     |     |     |     | 16    | 17º       |
| Anno    | Scuderia            | Vettura                 | MIS | MIS | BRH | BRH | ZOL | ZOL | HUN | HUN | NÜR | NÜR |     |     |     |     | Punti | Posizione |
| 2017    | Grasser Racing Team | Lamborghini Huracán GT3 | 8   | 9   | 1   | 1   | Rit | 15  | 2   | 3   | 19  | 5   |     |     |     |     | 67    | 4º        |
| Anno    | Scuderia            | Vettura                 | ZOL | ZOL | BRH | BRH | MIS | MIS | HUN | HUN | NÜR | NÜR |     |     |     |     | Punti | Posizione |
| 2018    | Grasser Racing Team | Lamborghini Huracán GT3 | 1   | 7   | 10  | 5   | 3   | 18  | 1   | 6   | DSQ | EX  |     |     |     |     | 57,5  | 5º        |
| Anno    | Scuderia            | Vettura                 | BRH | BRH | MIS | MIS | ZAN | ZAN | NÜR | NÜR | HUN | HUN |     |     |     |     | Punti | Posizione |
| 2019    | Grasser Racing Team | Lamborghini Huracán GT3 | 3   | 10  | 6   | 16  | 2   | 2   | 2   | 8   | 3   | 2   |     |     |     |     | 75    | 4º        |
| Legenda |                     |                         |     |     |     |     |     |     |     |     |     |     |     |     |     |     |       |           |

Endurance Cup
| Anno    | Scuderia            | Vettura                 | MNZ | SIL | LEC | SPA  | SPA   | SPA   | NÜR | Punti | Posizione |
| Anno    | Scuderia            | Vettura                 | MNZ | SIL | LEC | 6hrs | 12hrs | 24hrs | NÜR | Punti | Posizione |
| ------- | ------------------- | ----------------------- | --- | --- | --- | ---- | ----- | ----- | --- | ----- | --------- |
| 2015    | Grasser Racing Team | Lamborghini Huracán GT3 | 25  | 8   | 6   | 5    | 37    | Rit   | 6   | 29    | 12º       |
| Anno    | Scuderia            | Vettura                 | MNZ | SIL | LEC | SPA  | SPA   | SPA   | NÜR | Punti | Posizione |
| Anno    | Scuderia            | Vettura                 | MNZ | SIL | LEC | 6hrs | 12hrs | 24hrs | NÜR | Punti | Posizione |
| 2016    | Grasser Racing Team | Lamborghini Huracán GT3 | 8   | 3   | NP  | 10   | 6     | 11    | 1   | 49    | 7º        |
| Anno    | Scuderia            | Vettura                 | MNZ | SIL | LEC | SPA  | SPA   | SPA   | CAT | Punti | Posizione |
| Anno    | Scuderia            | Vettura                 | MNZ | SIL | LEC | 6hrs | 12hrs | 24hrs | CAT | Punti | Posizione |
| 2017    | Grasser Racing Team | Lamborghini Huracán GT3 | 1   | 1   | 13  | 2    | 1     | Rit   | 3   | 86    | 1º        |
| Legenda |                     |                         |     |     |     |      |       |       |     |       |           |

### Gare d'endurance

#### Risultati 24 Ore di Daytona
| Anno | Team                     | Co-piloti                                                | Auto                        | Classe  | Giri | Pos. | Class Pos. |
| ---- | ------------------------ | -------------------------------------------------------- | --------------------------- | ------- | ---- | ---- | ---------- |
| 2016 | Paul Miller Racing       | Bryce Miller Bryan Sellers Madison Snow                  | Lamborghini Huracán GT3     | GTD     | 652  | 35°  | 16°        |
| 2017 | GRT Grasser Racing Team  | Rolf Ineichen Christian Engelhart Ezequiel Pérez Companc | Lamborghini Huracán GT3     | GTD     | 580  | 37°  | 15°        |
| 2018 | GRT Grasser Racing Team  | Rolf Ineichen Franck Perera Rik Breukers                 | Lamborghini Huracán GT3     | GTD     | 752  | 21°  | 1°         |
| 2019 | GRT Grasser Racing Team  | Christian Engelhart Rolf Ineichen Rik Breukers           | Lamborghini Huracán GT3 Evo | GTD     | 561  | 17°  | 1°         |
| 2020 | WRT Speedstar Audi Sport | Daniel Morad Rolf Ineichen Dries Vanthoor                | Audi R8 LMS Evo             | GTD     | 764  | 20°  | 3°         |
| 2021 | GRT Grasser Racing Team  | Marco Mapelli Rolf Ineichen Steijn Schothorst            | Lamborghini Huracán GT3 Evo | GTD     | 347  | Rit  | Rit        |
| 2022 | TR3 Corse                | Marco Mapelli Rolf Ineichen Andrea Caldarelli            | Lamborghini Huracán GT3 Evo | GTD Pro | 400  | Rit  | Rit        |
| 2023 | Iron Lynx                | Romain Grosjean Jordan Pepper Andrea Caldarelli          | Lamborghini Huracán GT3 Evo | GTD Pro | 728  | 24°  | 4°         |

#### Risultati 12 Ore di Sebring
| Anno | Team                    | Co-piloti                                           | Auto                        | Classe | Giri | Pos. | Class Pos. |
| ---- | ----------------------- | --------------------------------------------------- | --------------------------- | ------ | ---- | ---- | ---------- |
| 2017 | GRT Grasser Racing Team | Rolf Ineichen Christian Engelhart Richard Antinucci | Lamborghini Huracán GT3     | GTD    | 323  | 21°  | 9°         |
| 2019 | GRT Grasser Racing Team | Rolf Ineichen Rik Breukers                          | Lamborghini Huracán GT3 Evo | GTD    | 320  | 19°  | 1°         |

#### Risultati 24 ore di Le Mans
| Anno | Team                  | Co-piloti                    | Auto             | Classe   | giri | Pos. | Class Pos. |
| ---- | --------------------- | ---------------------------- | ---------------- | -------- | ---- | ---- | ---------- |
| 2022 | Team WRT              | Dries Vanthoor Rolf Ineichen | Oreca 07-Gibson  | LMP2     | 366  | 15°  | 11°        |
| 2023 | Prema Team            | Daniil Kvjat Doriane Pin     | Oreca 07-Gibson  | LMP2     | 113  | Rit  | Rit        |
| 2024 | Lamborghini Iron Lynx | Daniil Kvjat Edoardo Mortara | Lamborghini SC63 | Hypercar | 309  | 10°  | 10°        |

### Risultati completi DTM
(legenda) (Le gare in grassetto indicano la pole position) (Le gare in corsivo indicano Gpv)
| Anno | Team                | Vettura                     | 1   | 2   | 3   | 4   | 5   | 6   | 7   | 8   | 9   | 10  | 11  | 12  | 13  | 14  | 15  | 16  | Punti | Pos. |
| ---- | ------------------- | --------------------------- | --- | --- | --- | --- | --- | --- | --- | --- | --- | --- | --- | --- | --- | --- | --- | --- | ----- | ---- |
| 2021 | T3 Motorsport       | Lamborghini Huracán GT3 Evo | MNZ | MNZ | LAU | LAU | ZOL | ZOL | NÜR | NÜR | RBR | RBR | ASS | ASS | HOC | HOC | NOR | NOR | NC†   | 0†   |
| 2021 | T3 Motorsport       | Lamborghini Huracán GT3 Evo |     |     |     |     |     |     |     |     |     |     | 2   | 7   |     |     |     |     | NC†   | 0†   |
| 2022 | Grasser Racing Team | Lamborghini Huracán GT3 Evo | POR | POR | LAU | LAU | IMO | IMO | NOR | NOR | NÜR | NÜR | SPA | SPA | RBR | RBR | HOC | HOC | 121   | 4º   |
| 2022 | Grasser Racing Team | Lamborghini Huracán GT3 Evo | 31  | 32  | 6   | 6   | 3   | 10  | Rit | 2   | Rit | Rit | 8   | 10  | 3   | 8   | 73  | Rit | 121   | 4º   |
| 2023 | SSR Performance     | Lamborghini Huracán GT3 Evo | OSC | OSC | ZAN | ZAN | NOR | NOR | NÜR | NÜR | LAU | LAU | SAC | SAC | RBR | RBR | HOC | HOC | 213   | 2º   |
| 2023 | SSR Performance     | Lamborghini Huracán GT3 Evo | 83  | 6   | 4   | 11  | 6   | 4   | 1   | NP  | 2   | 1   | 9   | 1   | 9   | 21  | 5   | 2   | 213   | 2º   |
| 2024 | SSR Performance     | Lamborghini Huracán GT3 Evo | OSC | OSC | LAU | LAU | ZAN | ZAN | NOR | NOR | NÜR | NÜR | SAC | SAC | RBR | RBR | HOC | HOC | 239   | 1º   |
| 2024 | SSR Performance     | Lamborghini Huracán GT3 Evo | 2   | 151 | 11  | 43  | 9   | 2   | 53  | 32  | 2   | 9   | 2   | 7   | 1   | 41  | 5   | 21  | 239   | 1º   |
| 2025 | Red Bull – Team ABT | Lamborghini Huracán GT3 Evo | OSC | OSC | LAU | LAU | ZAN | ZAN | NOR | NOR | NÜR | NÜR | SAC | SAC | RBR | RBR | HOC | HOC | 14*   |      |
| 2025 | Red Bull – Team ABT | Lamborghini Huracán GT3 Evo | 9   | 9   |     |     |     |     |     |     |     |     |     |     |     |     |     |     | 14*   |      |

† Pilota ospite, non in classifica.
* Stagione in corso.

### Risultati WEC
| Anno    | Squadra               | Classe   | Vettura          | SEB | ALG | SPA | LMS | MON | FUJ | BHR |     | Punti | Pos. |
| ------- | --------------------- | -------- | ---------------- | --- | --- | --- | --- | --- | --- | --- | --- | ----- | ---- |
| 2023    | Prema Racing          | LMP2     | Oreca 07         | 2   | 4   | 10  | Rit |     |     | 5   |     | 56    | 11°  |
| Anno    | Squadra               | Classe   | Vettura          | QAT | IMO | SPA | LMS | SÃO | COA | FUJ | BHR | Punti | Pos. |
| 2024    | Lamborghini Iron Lynx | Hypercar | Lamborghini SC63 | 13  | 12  | Rit | 10  | 17  | 14  | Rit | Rit | 2     | 31°  |
| Legenda |                       |          |                  |     |     |     |     |     |     |     |     |       |      |

## Palmarès
Monoposto
- 1  Campionato italiano di Formula 3: 2008
- 1  FIA Formula 2: 2011

Endurance/GT
- 1  Eurocup Megane Trophy: 2013
- 1  Blancpain GT Series: 2017
- 1  Blancpain GT Series Endurance Cup: 2017
- 2  24 Ore di Daytona classe GTD : 2018, 2019
- 1  12 Ore di Sebring GTD: 2019
- 1  Petit Le Mans GTD Pro: 2024
- 1  DTM: 2024